# Boulder Junction (Wisconsin)
Boulder Junction – jednostka osadnicza w Stanach Zjednoczonych, w stanie Wisconsin, w hrabstwie Vilas.